# Женщины-воительницы
«Женщины-воительницы. Историческое описание одного новооткрытого острова» (фр. Les femmes militaires: Relation historique d'une isle nouvellement découverte) — утопический роман Луи Рюстена де Сен-Жори, вышедший в Париже в 1735 году. Переиздан в 1739. Переведён на голландский язык в 1736 (Het nieuw ontdekt Eyland der strydbaare vrouwen).

## Автор
Луи Рюстен де Сен-Жори (Louis Rustaing de Saint-Jory) — малоизвестный французский писатель, умерший в 1752 году. Других биографических сведений о нём нет.

## Содержание
Роман представляет собой фантастическое путешествие на остров Мангалур (Manghalour) «в пятистах лье от Бермуд», где, по описанию Пьера Версена, «женщинам пришлось однажды взяться за оружие и биться за свободу бок о бок с мужчинами. Они ведут себя так храбро, что сенат решает даровать им равные права, при условии, что они получат то же воспитание, что и мужчины, включая воинскую службу».
Это одна из просветительских утопий, в которых фигурируют «благородные дикари», сумевшие построить своё общество на чуждых европейцам разумных и справедливых началах.

## Отзывы
Роман удостоился лестной рецензии в ученом «Journal des savants» (1736) и похвалы аббата Прево.

## Интересный факт
Остров Мангалур упоминается в знаменитом графическом романе Алана Мура «Лига выдающихся джентльменов» (The New Traveller's Alamanac: Chapter Four).